# Måns Ekvall
Måns Ekvall, född 4 januari 1995 i Landskrona, är en svensk fotbollsspelare.

## Karriär
Ekvall började spela fotboll i IK Wormo som sexåring. 2009 gick han till Helsingborgs IF. Ekvall lånades under 2013 ut till HIF:s farmarklubb HIF Akademi, där han efter säsongen blev utnämnd till "Årets Helsingborgs IF Akademispelare". Till säsongen 2014 flyttades han upp i HIF:s A-trupp och var utlånad till  Örgryte IS.
I december 2014 skrev Ekvall på för Landskrona BoIS. I december 2019 förlängde Ekvall sitt kontrakt med ett år och i december 2020 förlängde han sitt kontrakt med ytterligare ett år. Efter säsongen 2021 lämnade Ekvall klubben.
I december 2021 värvades Ekvall av Vasalunds IF, där han skrev på ett tvåårskontrakt.